# Sternoclyta
Sternoclyta is een geslacht van vogels uit de familie kolibries (Trochilidae) en de geslachtengroep Lampornithini (juweelkolibries) . Er is één soort:
- Sternoclyta cyanopectus  – Paarsborstkolibrie